# گاجانایاکاگاما
گاجانایاکاگاما (به لاتین: Gajanayakagama) یک منطقهٔ مسکونی در سری‌لانکا است که در استان جنوبی (سری‌لانکا) واقع شده‌است.